# Rollo de Pie de Concha
El rollo que se ubica en el barrio de La Picota, en el pueblo de Pie de Concha, municipio de Bárcena de Pie de Concha (Cantabria, España). Tiene la catalogación de Bien de Interés Cultural.

## Descripción
Un rollo es una columna de piedra, ordinariamente rematada por una cruz, que antiguamente era insignia de jurisdicción y que en muchos casos servía de picota, como parece ser el caso, dado que da nombre al barrio donde se ubica. Data del siglo XVII. Se encuentra protegido por una verja con cadena. Consta de un basamento de cuatro escalones concéntricos sobre los que se alza una columna con basa, fuste de ocho tambores, un original capitel del que surgen cuatro cabezas de donceles y, rematando el conjunto, una cruz latina.